# きつねと猟犬
『きつねと猟犬』（きつねとりょうけん、原題：The Fox and the Hound）は、ウォルト・ディズニー・プロダクション製作の長編アニメーション第24作である。アメリカ合衆国では1981年7月10日に公開され、日本では東京ディズニーランド開園記念として1983年3月12日に公開された。上映時間83分。アメリカでの同時上映は『ワンス・アポン・ア・マウス』、日本での同時上映は『バンビ』。

## 解説
ダニエル・P・マニックス『きつねと猟犬』を原作に1977年春にスタート。ウォルフガング・ライザーマンは高齢の為、プロデューサーのみで参加し彼の指示のもと監督を務めたのは『ビアンカの大冒険』で故・ジョン・ラウンズベリーに代わって共同監督を務めたアート・スティーブンス（1980年のウォルフガング退職後はプロデューサーも務めた）。その補佐にテッド・バーマンとリチャード・リッチが参加。作画面は1977年から1978年にかけての少年時代をフランク・トーマスとオリー・ジョンストンが担当したが、この頃、ドン・ブルース、ゲイリー・ゴールドマン、ジョン・ポメロイがドル箱作品ばかり創る重役たちのやり方に反発し退社した為に大幅に遅れてしまう。その為に、エリック・ラーソン筆頭のもと新チームの才能と想像力が結集したものとなる。スタッフは180名。内アニメーターは24名。原画数は36万枚。セル数は11万枚。背景数は1100枚。この努力が報われ莫大な興行収益を上げ、映画は大成功、ナイン・オールドメンが指揮を執った最終作にふさわしいものとなった。25年後の2006年に続編の『きつねと猟犬2 トッドとコッパーの大冒険』が発表された。

## あらすじ
母を殺され、人間に育てられた子ギツネ・トッドと、その隣人の猟師･スレイドの元へやってきた、猟犬の子犬・コッパー。2匹は、将来敵同士になるとも知らず、親友となる。月日が流れ、大人になったトッドは森へ帰り、コッパーは立派な猟犬へ。もはや敵同士となって再会した2匹。しかも、猟師の別の猟犬・チーフが大怪我を負ったのがトッドのせいだと恨みに燃える猟師とコッパーは、トゥイード夫人が狩猟禁止区域に放ったトッドを仕留めようとする。しかし、そんな彼らの前に、巨大なクマが現れ、猟師とコッパーは危機一髪の場面に。そこへトッドが現れて彼らを救い、トッドとコッパーは仲直りをする。猟師も最後は折れて、トッドはメスギツネ・ビクシーと仲良く暮らす。

## キャラクター
トッド
好奇心旺盛なキツネ。母を猟師に殺されて孤児となった。猟犬のコッパーと親友になる。
コッパー
トッドの親友。エイモスの猟犬でチーフの弟子。トッドの友情と猟犬の規則との葛藤で悩むビーグル犬。
ビッグ・ママ
森のミミズク。孤児になったトッドを見つけ、トゥイード夫人に託す。その後はトッドを見守り教育をする。
トゥイード夫人
トッドの育ての親。隣人のエイモスとトッドのことでトラブルとなりトッドを森に逃がす。
エイモス・スレイド
粗野な猟師。トッドがニワトリを盗みに来たと思い込み執拗にトッドの命をねらうが真実を知った後、改心する。　
ビクシー
森に住むメスのキツネ。再び森で生きる事になったトッドと出会い、ガールフレンドになる。
チーフ
昔かたぎの猟犬。コッパーの師だが彼の優秀さをなかなか認めようとしない。
ディンキー、ブーマー
ビッグ・ママと親しいスズメとキツツキのコンビ。ことある毎にスクイークを追い回すも、その度に悉く逃げられている。トッドにとっては、森に住まう先輩になる。
スクイーク
ディンキーとブーマーに付け狙われる芋虫。最後には無事に蝶へと羽化し、飛び去っていった。
ミスター・ディガー
森に住むアナグマ。自分の縄張りに入るトッドを嫌い、罵倒と共に追い返す。
ヤマアラシ
森に戻った直後で行く当てのないトッドを巣穴に泊めてくれる。
クマ
恐ろしい巨体クマ。コッパーを倒そうとした所をトッドに邪魔をされ、最後にはトッドと共に滝壺へ落ちていった。

## 声の出演
| キャラクター         | 原語版                                                    | 吹き替え版 |
| -------------------- | --------------------------------------------------------- | ---------- |
| トッド               | ミッキー・ルーニー                                        | 池水通洋   |
| トッド（子供時代）   | キース・クーガン                                          | 田付貴彦   |
| コッパー             | カート・ラッセル                                          | 石田太郎   |
| コッパー（子供時代） | コリー・フェルドマン                                      | 林泰文     |
| エイモス・スレイド   | ジャック・アルバートソン                                  | 大塚周夫   |
| ビクシー             | サンディ・ダンカン                                        | 太田淑子   |
| ビッグ・ママ         | パール・ベイリー                                          | 眞理ヨシコ |
| トゥイード夫人       | ジャネット・ノーラン                                      | 新道乃里子 |
| チーフ               | パット・バトラム                                          | 阪脩       |
| ディンキー           | リチャード・バカリアン                                    | 山田康雄   |
| ブーマー             | ポール・ウィンチェル                                      | 熊倉一雄   |
| ミスター・ディガー   | ジョン・マッキンタイア                                    | 槐柳二     |
| ヤマアラシ           | ジョン・フィードラー                                      | 伊沢弘     |
| スクイーク           | ジャック・エンジェル                                      | 原語版流用 |
| クマ                 | クラレンス・ナッシュ キャンディ・キャンディード（唸り声） | 原語版流用 |

吹替版はDVDに収録の際、差別用語を差し替える為に新たに入野自由が起用されたが、トッドとコッパー、どちらの幼少時代を追加収録したかは不明である。

## スタッフ

### 映像制作
| 製作総指揮                       | ドン・B・テータム |
| 製作                             | E・カードン・ウォーカー |
| 原作                             | ダニエル・P・マニックス |
| 脚本                             | ラリー・クレモンズ、テッド・バーマン、デイビッド・マイケナー、ピーター・ヤング、バーニー・マッティンソン、スティーブ・ヒューレット、アール・クレス、ヴァンス・ジェリー |
| 音楽                             | バディ・ベイカー |
| オーケストレーション             | ヴァルター・シーツ |
| イメージ・ボード                 | メル・ショー |
| トッド（少年時代）担当作画監督   | オリー・ジョンストン |
| トッド（成年時代）担当作画監督   | ランディ・カートライト |
| コッパー（少年時代）担当作画監督 | フランク・トーマス |
| コッパー（成年時代）担当作画監督 | ロン・クレメンツ |
| クマ担当作画監督                 | グレン・キーン |
| 作画監督                         | クリフ・ノードバーグ |
| 作画監督補佐                     | ウォルト・スタンチフィールド、リロイ・クロス、デイブ・サディング、チャック・ウィリアムズ |
| 作画顧問                         | エリック・ラーソン |
| レイアウト                       | ジョー・ヘイル、グレン・V・ビルップ、ダン・ハンセン、マイケル・ペラーサJr.、シルビア・ローマー、ガイ・バジロビッチ |
| ビッグ・ママ担当原画             | ジョン・マスカー |
| 原画                             | ドン・ブルース、エド・ガンバード、デイル・オリバー、ジェリー・リーズ、ロン・ハズバンド、ディック・N・ルーカス、デイビッド・ブロック、ジェフェリー・J・バラブ、クリス・バック、チャック・ハーベイ ヘンデル・S・ブトイ、フィル・ニベリンク、ダレル・バン・シッターズ、ミカエル・セデノ、フィリップ・ヤング、トム・フェリター、シルビア・マッティンソン                                      |
| エフェクト原画                   | ドース・A・ランファー、テッド・キエルシーー、ジャック・ボイド、マーク・ディンダル、ジェフ・ハワード、パトリシア・ペラサ、ドン・C・ポール |
| エフェクト動画                   | トム・ハッシュ、ダイアン・ランドウ、キャスリーン・クワイフ・ホッジ |
| エアブラシ                       | ジョン・エマーソン |
| 動画チェック                     | ビル・ブラッツネル、ジョン・エディングス、マリア・フィーニュベッシー、グレン・M・ヒガ、ダーリーン・カナジ、カルメン・サンダーソン、ジャネット・M・ゾール |
| 美術監督                         | ドン・グリフィス |
| 背景                             | ダニエラ・ビエレッカ、ブライアン・セバーン、キャスリーン・スウェイン、ドナルド・タウンズ、ティア・W・ケラター |
| 特殊効果                         | ビル・キルダフ、フィル・メダー、ロン・オセンボー |
| 色彩設計                         | ジム・コールマン |
| 色指定                           | シンディー・フィン、デブラ・ジョーゲンスボーグ、ブリジット・ストロザー |
| 仕上検査                         | クリスティン・ブラウン |
| 仕上                             | ミッシェル・アルバーノ、ジャネット・ブルース、ダリル・カーステンセン、サラ・ジェーン・キング、グレッチェン・マッシュマイヤー・アルブレヒト、カルメン・オリバー、ティナ・プライス、オルガ・タリン・クレイグ、オルタシア・カーサグラン カレン・カメッラ、アンナマリー・コスタ、ペニー・コールター、ギニ・マック、マッドリン・オニール、ロビン・ポリス、デイヴ・スミス、ミッキィ・モントルー |
| 撮影監修                         | ボブ・ブロートン |
| 撮影監督                         | ピーター・アンダーソン |
| 撮影                             | ジョー・ジュリアーノ、ブライアン・レグラディ、ロブ・メイン、ピーター・マックヴォイ、チャック・ウォーレン |
| 音響監修                         | ロバート・ハサウェイ |
| 録音                             | ハーブ・テイラー、アレン・ハード |
| 録音助手                         | ニック・アルフィン、リチャード・ポートマン、フランク・レギュラ |
| 整音                             | ウェイン・オルウィン |
| 音楽編集                         | イヴリン・ケネディ、ジャック・ワーズワース |
| 編集                             | ジェームズ・メルトン、ジム・コフォード |
| 助監督                           | ドン・ハーン、マーク・A・ヘスター、テリー・L・ノス |
| 制作担当                         | ドン・A・ダックウェル、エドワード・ハンセン |
| アニメーション制作               | ウォルト・ディズニー・プロダクション |
| プロデューサー                   | ウォルフガング・ライザーマン、アート・スティーヴンズ |
| エグゼクティブプロデューサー     | ロナルド・W・ミラー |
| 監督                             | アート・スティーヴンズ、テッド・バーマン、リチャード・リッチ |
| 配給                             | ブエナ・ビスタ・ホーム・エンターテイメント |

## ホームビデオ
この作品のVHSはWalt Disney Classicsの一環として1994年にリリースされた。
2000年にはWalt Disney Gold Classic Collectionの一環として、続編とともに初めてDVDのリリースが行われた。 2006年に25周年スペシャルエディションとして2枚組でリリースされた際、デジタルリマスターが施され、特典が多くついた。

## サウンドトラック
1. Best of Friends - パール・ベイリー
2. Lack of Education - パール・ベイリー
3. A Huntin' Man - ジャック・アルバートソン
4. Goodbye May Seem Forever - ジャネット・ノーラン
5. Appreciate the Lady - パール・ベイリー